# What Happened to Rosa
What Happened to Rosa is een Amerikaanse filmkomedie uit 1920 onder regie van Victor Schertzinger.

## Verhaal
De lichtgelovige winkelbediende Mayme Ladd brengt op een dag een bezoek aan een waarzegster. Zij beweert dat ze de geest van de Spaanse jonkvrouwe Rosa Alvaro heeft opgeroepen om Mayme te helpen haar ware liefde te vinden. Rosa wordt al spoedig haar tweede persoonlijkheid. Daardoor verliest ze geleidelijk haar greep op de werkelijkheid.

## Rolverdeling
| Acteur           | Personage                |
| ---------------- | ------------------------ |
| Mabel Normand    | Mayme Ladd / Rosa Alvaro |
| Doris Pawn       | Gwen Applebaum           |
| Tully Marshall   | Percy Peacock            |
| Hugh Thompson    | Dr. Maynard Drew         |
| Eugenie Besserer | Yvette O'Donnell         |
| Buster Trow      | Jim                      |